# Майтинген
Майтинген (нем. Meitingen) — ярмарочная община в Германии, в Республике Бавария.
Община расположена в правительственном округе Швабия в районе Аугсбург. Население составляет 11 081 человек (на 31 декабря 2010 года). Занимает площадь 29,87 км².

## История
Майтинген впервые был упомянут в 1231 году. В 1844 был построен вокзал, что повлияло толчком для улучшения экономики города. После открытия кладбища в 1927 году, в 1930 была открыта церковь Святого Вольфганга на месте маленькой капеллы.

## Население
По оценке на 31 декабря 2015 года население общины Майтинген составляет 11 290 чел. 

| Дата      | 1840 | 1871 | 1900 | 1925 | 1939 | 1950 | 1961 | 1970 | 1987 | 2011  |
| --------- | ---- | ---- | ---- | ---- | ---- | ---- | ---- | ---- | ---- | ----- |
| Население | 1454 | 1590 | 1804 | 2136 | 2633 | 4729 | 6792 | 7796 | 8999 | 10774 |

| Год       | 1960 | 1970 | 1980 | 1990 | 2000  | 2009  | 2010  | 2011  | 2012  | 2013  | 2014  | 2015  |
| --------- | ---- | ---- | ---- | ---- | ----- | ----- | ----- | ----- | ----- | ----- | ----- | ----- |
| Население | 6721 | 7894 | 8458 | 9542 | 10901 | 11097 | 11081 | 10779 | 10804 | 10947 | 11121 | 11290 |